# 미하엘 콜하스의 선택
《미하엘 콜하스의 선택》(Michael Kohlhaas)은 2013년 공개된 영화이다. 하인리히 폰 클라이스트의 소설 《미하엘 콜하스》를 기반으로 제작되었다.

## 줄거리
16세기, 말 상인 미하엘 콜하스는 시장으로 말을 끌고 가던 중, 영주의 땅을 지나게 된다. 그곳에서 영주는 이미 폐지된 통행세를 징수하며 그의 말 두 마리를 강제로 빼앗는다. 콜하스는 자신의 충실한 하인이 영주 경비견에게 공격당하고, 빼앗긴 말들이 상처 입고 학대받았다는 사실을 알게 된다. 그는 금전적 보상을 요구하며 소송을 제기하지만, 법원에 영주의 친척이 있어 기각당한다. 콜하스의 아내는 공주에게 그의 억울함을 호소하려 하지만, 영주의 부하들에게 폭행당해 사망한다.
분노한 콜하스는 영주의 저택을 공격하며 봉기를 일으키고, 정의로운 재판을 요구한다. 초기에는 성공을 거두지만, 공주는 폭력을 멈추는 조건으로 콜하스에게 사면을 제안하고 콜하스는 이를 받아들인다. 그러나 곧 합의는 깨지고, 영주는 자신의 죄에 비해 단 2년형을 선고받는다. 결국 콜하스는 처형당한다.

## 출연

### 주연
- 매즈 미켈슨
- 브루노 간츠
- 폴 바르텔

### 조연
- 멜루신 메이얀스
- 데이비드 베넨
- 드니 라방
- 델핀 쉬로
- 데이빗 크로스
- 록산느 듀란
- 스완 아르라우드
- 세르지 로페즈
- 아미라 카서
- 자크 놀로
- 기욤 데라우네이
- 로랑 델벡크

## 기타
- 원작자: 하인리크 본 크라이스트
- 공동프로듀서: 마르티나 호브리치
- 공동프로듀서: 군나르 드디오
- 미술: 얀 아르라우드
- 세트: 얀 아르라우드
- 분장: 미셸 보티에
- 의상: 아니나 디너
- 배역: 사라 테퍼